# Ад-Диба
Мохамед Диаб Аль-Аттар (араб. محمد دياب العطار‎), более известный как Ад-Диба (17 ноября 1927[…], Александрия — 30 декабря 2016, Александрия) — египетский футболист и футбольный судья. Чемпион и лучший бомбардир первого розыгрыша Кубка африканских наций.

## Биография
Родился в 1927 году в Александрии. Профессиональную карьеру начинал в клубе из родного города «Аль-Иттихад». В сезоне 1948/49 стал лучшим бомбардиром первого розыгрыша чемпионата Египта, забив по 15 голов вместе с Эль-Дхизи. Также в составе клуба становился обладателем Кубка Египта. За «Аль-Иттихад» Ад-Диба выступал до 1958 года и покинул клуб после его вылета из высшей лиги.
Также Ад-Диба был игроком сборной Египта. В 1953 году он отметился забитым голом в первом матче отборочного турнира чемпионата мира 1954 со сборной Италии (1:2), но по итогам двухматчевого противостояния Египет уступил со счётом 2:7. В 1957 году был включён в заявку сборной Египта на проходивший в Судане Кубок африканских наций (первый розыгрыш данного турнира). 10 февраля в полуфинальной встрече против хозяев турнира (2:1) он стал автором победного гола на 72-й минуте. 16 февраля в финальной игре со сборной Эфиопии (4:0) Ад-Диба забил все четыре гола, принеся своей команде победу и став лучшим бомбардиром турнира.
После окончания игровой карьеры, перешёл в судейство. Он был главным судьёй финального матча Кубка африканских наций 1968. Также принимал участие в Кубке наций Персидского залива 1972 и в качестве ассистента судьи участвовал в Олимпийских играх 1976 года.
Помимо футбола, был водным менеджером и журналистом.
В 2007 году Ад-Диба был включён в список 200 лучших африканских футболистов всех времён, составленный Африканской конфедерацией футбола.